# 六峰街道

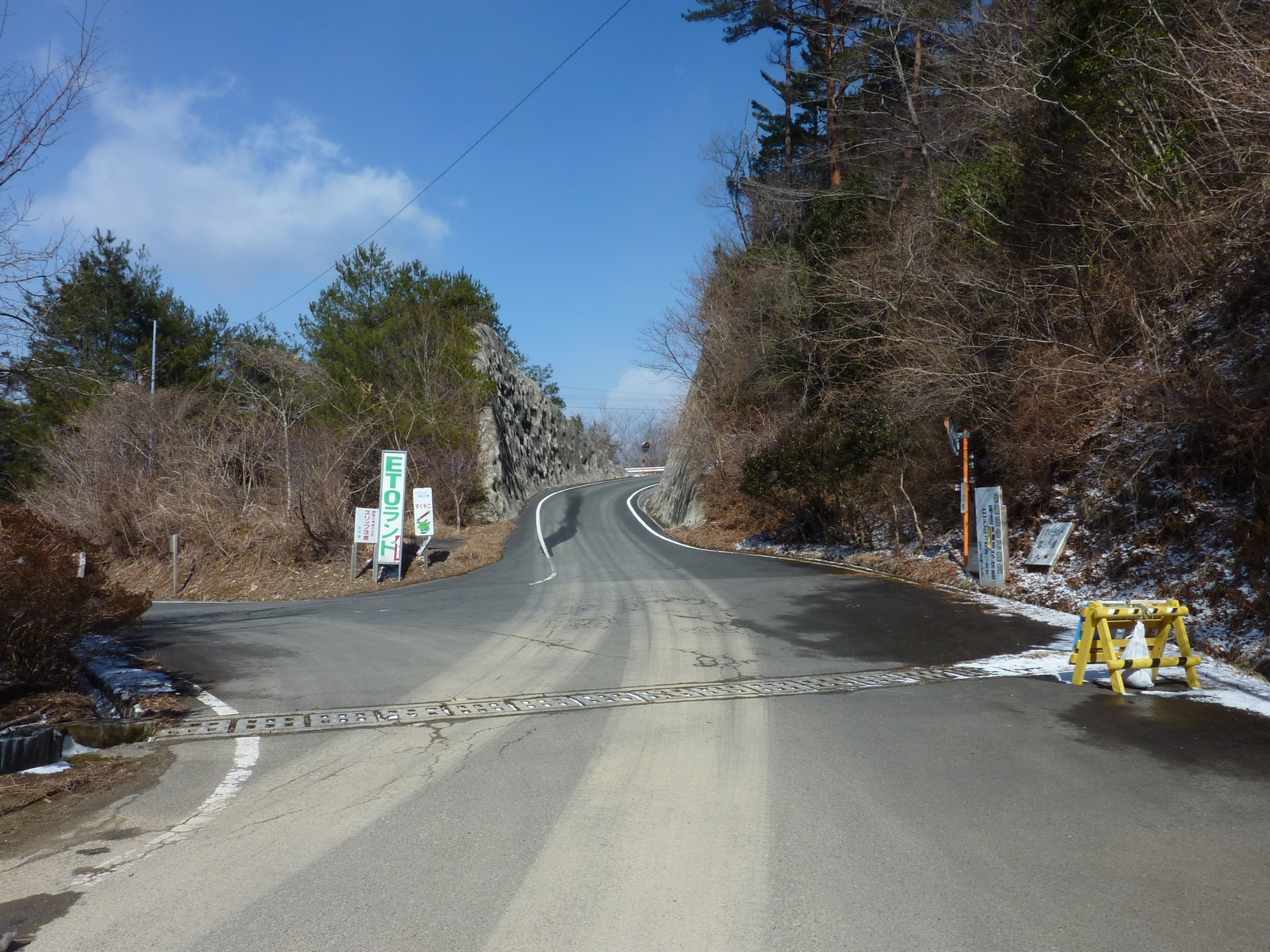
六峰街道（延岡市北方町、2月）

六峰街道（ろっぽうかいどう）は、宮崎県延岡市北方町から五ヶ瀬町まで至る6つの峠を結んだ延長57kmの林道。春はアケボノツツジ、シャクナゲ等の花、秋は紅葉などが見どころであり、人気の高いドライブコースである。また、標高が1,000m前後を通行するため、冬季は積雪や路面凍結、夏季は土砂災害の恐れがあるため、走行の際は注意が必要である。主に沿線、周辺にETOランド速日の峰、中小屋天文台等のレジャー施設や道路沿いに展望台等がある。

## 概要
- 距離:57km
- 起点:宮崎県延岡市北方町山口原
- 終点:宮崎県五ヶ瀬町三ヶ所

## 重複路線
- 緑資源幹線林道宇目・須木線

## 主な接続道路
- 国道503号
- 宮崎県道209号上長川日之影線
- 宮崎県道210号宇納間日之影線
- 宮崎県道50号諸塚高千穂線
- 宮崎県道20号北方北郷線

## 通過市町村
- 西臼杵郡五ヶ瀬町 - 西臼杵郡高千穂町　西臼杵郡日之影町
- 東臼杵郡諸塚村 - 東臼杵郡美郷町 - 延岡市